# 戴娜·古金納維奇特
戴娜·古金納維奇特（Daina Gudzinevičiūtė，1965年12月23日—）是立陶宛的奥林匹克运动会射击冠軍，立陶宛奧林匹克委員會主席，国际奥林匹克委员会委员。

## 射擊成績
奥林匹克运动会的女子不定向飛靶射擊是從悉尼的2000年夏季奥林匹克运动会開始的。古金納維奇特在資格賽中獲得了71分，在決賽中射中了25個目標中的22個，比對手德爾芬·勒奧多一個。這是很令人意外的勝利，也是立陶宛在2000年奧運的第一面獎牌。
在2000年奧林匹克運動會的成功之後，一般認為古金納維奇特在雅典的2004年夏季奥林匹克运动会也會有很好的成績，不過她這次比賽只得到55分，在17名參賽者中排名第15名。她抱怨在比賽時有強風，這也是所有射擊者的障礙。
其他比賽的結果如下：
- 1988年歐洲盃錦標賽：第1名（以蘇俄運動員的身份參賽）
- 1989年世界盃錦標賽：第1名
- 1992年歐洲盃錦標賽：第2名，第3名
- 1994年世界盃錦標賽：第4名
- 2001年在开罗的Special World championship：第9名
- 2002年在拉赫蒂的世界盃錦標賽：第2名
- 2003年賽普勒斯的大獎賽：第2名
- 2004年在雅典的世界盃錦標賽：第11名
- 2005年在贝尔格莱德的歐洲盃錦標賽：第2名

| 奧林匹克運動會結果 | 奧林匹克運動會結果 | 奧林匹克運動會結果 | 奧林匹克運動會結果 | 奧林匹克運動會結果 | 奧林匹克運動會結果 |
| 比賽               | 1996年             | 2000年             | 2004年             | 2008年             | 2012年             |
| ------------------ | ------------------ | ------------------ | ------------------ | ------------------ | ------------------ |
| 不定向飛靶         | 沒有舉行           | 金牌 · 71+22       | 第14名 55          | 第5名 69+17        | 第14名 66          |
| 雙不定向飛靶       | 第10名 101         | —                  | —                  | 沒有舉行           | 沒有舉行           |

## 運動員退役後
古金納維奇特在悉尼運動會後成為立陶宛的名人。她受邀主持一個紀錄片的電視節目《Farai》（警察），此節目介紹立陶宛警察每天的生活。她也在國家邊防局工作。
古金納維奇特在2012年 立陶宛國家奧林匹克委員會主席的選舉中，勝過了維爾吉利尤斯·阿萊克納，成為主席
古金納維奇特在2018年獲選為国际奥林匹克委员会委员，是其中第一個立陶宛籍委員。

## 外部連結
- News archive

| 紀錄                | 紀錄                                          | 紀錄                          |
| ------------------- | --------------------------------------------- | ----------------------------- |
| 前任： 無（第一個） | 奧林匹克不定向飛靶資格賽記錄 2000年悉尼，71分 | 繼任： 杰西卡·罗西 2012年倫敦 |
| 前任： 無（第一個） | 奧林匹克不定向飛靶決賽記錄 2000年悉尼，93分   | 繼任： 無（2005年改變規則）   |